# Philodendron rubrocinctum
Philodendron rubrocinctum är en kallaväxtart som beskrevs av Adolf Engler. Philodendron rubrocinctum ingår i släktet Philodendron och familjen kallaväxter.
Artens utbredningsområde är Colombia. Inga underarter finns listade.